# Motor boogie
Motor boogie – album kompilacyjny węgierskiej grupy rockowej V’Moto-Rock, wydany przez Hungaroton-Gong w 1997 roku na MC i CD.

## Lista utworów
1. "Motor boogie" (5:34)
2. "Nyujtsd hát a kezed" (4:46)
3. "Mozdulnod kell" (2:37)
4. "Száz lóerő" (3:49)
5. "Csak szeretetből" (5:04)
6. "Nincs középút" (3:40)
7. "Állj el az útból" (4:59)
8. "Nekem így jó" (4:21)
9. "Repülök a fénybe" (3:57)
10. "Boszorkányéj" (4:37)
11. "Ébresztő" (3:07)
12. "Szédült nyár" (3:51)
13. "Miért adnánk fel" (4:16)
14. "Szerelemördög" (3:33)
15. "Csak a vágy ölel át" (4:14)
16. "Esőt sír az ég" (4:00)